# تلغته
تلغته (بالألمانية: Telgte) هي بلدة ألمانية تقع في ألمانيا في فارندورف. يقدر عدد سكانها بـ 19,522 نسمة .

## المدن التوأمة
مدن بلنيتسا زدري، ستوبينو وتومبول (تكساس) هي مدن توأمة لـتلغته.

## أعلام
- بيتر يانسون